# تشارلز إتش. ستانلي
تشارلز إتش. ستانلي هو سياسي أمريكي، ولد في 20 نوفمبر 1842 في ديب ريفر في الولايات المتحدة، وتوفي في 20 ديسمبر 1913 في لوريل في الولايات المتحدة. نشط حزبياً في الحزب الديمقراطي. وقد انتخب عضو مجلس النواب لولاية ماريلند ‏.